# Judd Trump
Judd Trump (ur. 20 sierpnia 1989 w Bristolu) – angielski snookerzysta, mistrz świata z roku 2019, wicemistrz świata z 2011 i 2022, zwycięzca UK Championship 2011 i 2024, Masters Snooker 2019, China Open 2011 i 2016, International Championship 2012 i 2019 oraz Australian Open 2014. W snookera gra lewą ręką, mimo że na co dzień jest praworęczny. W swojej karierze ma na koncie 1094 breaków stupunktowych (3. miejsce na liście wszech czasów od 8 lutego 2021 – turniej Championship League Group 4), w tym 8 podejść maksymalnych. Wg stanu na grudzień 2024 suma nagród, które wygrał w turniejach, to ok. 8,9 miliona funtów.

## Kariera snookerowa

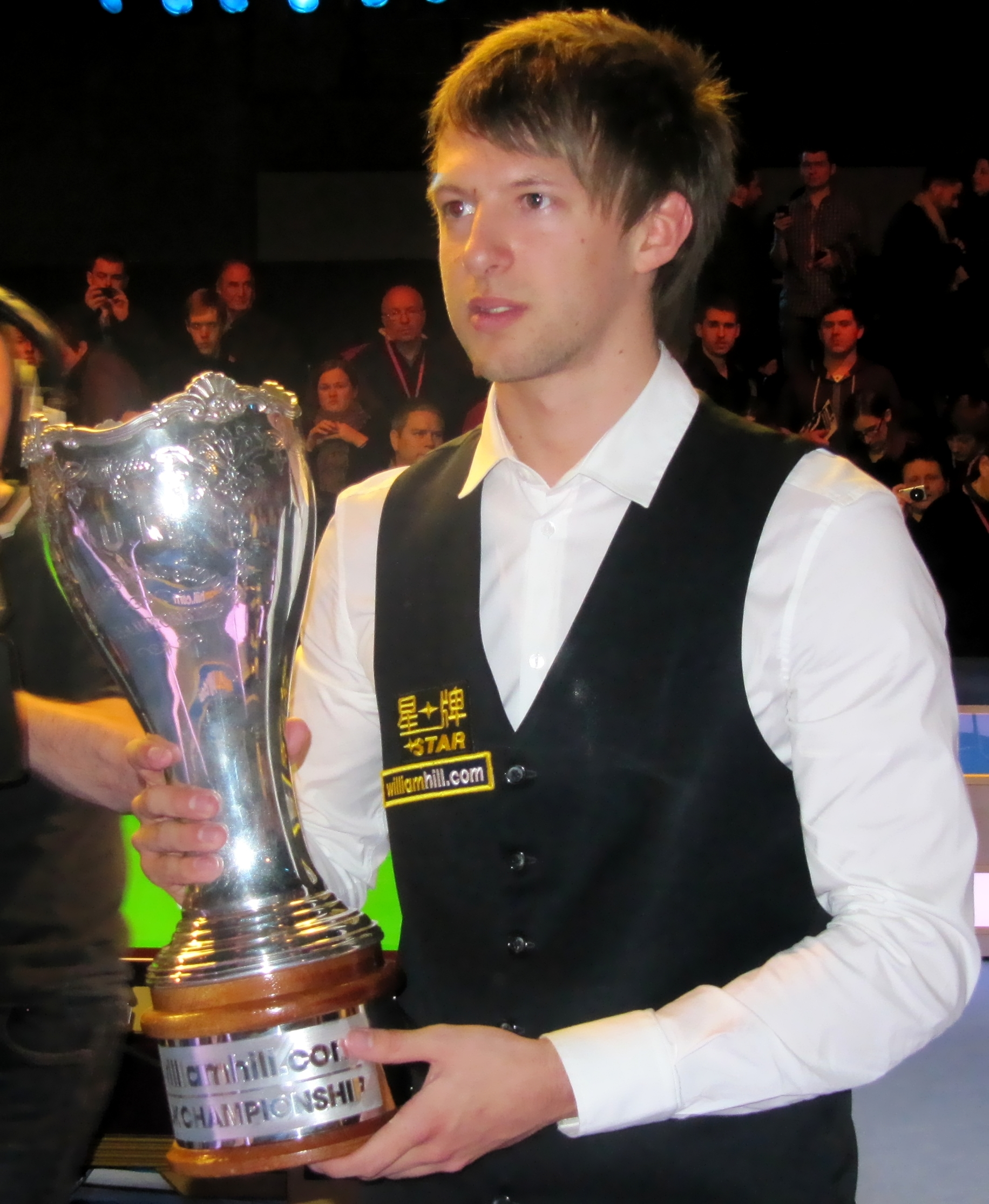
Judd Trump z pucharem za zwycięstwo w UK Championship 2011

### Początki kariery
Judd Trump jest trzykrotnym Mistrzem Anglii Juniorów, a w wieku 16 lat został półfinalistą Mistrzostw świata U-21 (mistrzostwa graczy poniżej 21 roku życia).
13 marca 2004 roku podczas turnieju juniorskiego w Coalville uzyskał maksymalny break. Był wówczas najmłodszym snookerzystą (14 lat 206 dni), który popisał się takim wyczynem w oficjalnych zawodach (wcześniej ten rekord był w posiadaniu Ronnie’ego O’Sullivana).

## Kariera zawodowa do sezonu 2010/2011
Swoją karierę zawodową rozpoczął w 2005 roku startując w turnieju rankingowym Grand Prix. Jego największym sukcesem sezonu 2005/2006 było dojście do ostatniej 48-ki Welsh Open 2006. Tym samym stał się najmłodszym graczem, który zakwalifikował się do rundy finałowej turnieju rankingowego.
W 2007 roku został trzecim 17-latkiem, który awansował do pierwszej rundy Mistrzostw świata. W swoim debiucie w Crucible Theatre przegrał jednak z byłym mistrzem świata Shaunem Murphy 6:10, mimo wcześniejszego prowadzenia 6:5.
W 2008 roku nie zdołał awansować do rundy finałowej Mistrzostw po nikłej porażce w kwalifikacjach z Joe Swailem 9:10.
Na turnieju Grand Prix 2008 w pierwszej rundzie awansował walkowerem (Graeme Dott doznał złamania nadgarstka). W drugiej rundzie wyeliminował Joe Perry’ego po zwycięstwie 4:2. W ćwierćfinale wyeliminował mistrza świata z roku 2008 – Ronnie O’Sulivana. Trump pokonał starszego Anglika 5:4 i awansował do półfinału.
Do końca 2009 roku na swoim koncie zapisał 70 breaków stupunktowych.
3 kwietnia 2011 roku wygrał pierwszy turniej rankingowy China Open 2011 pokonując w finale Marka Selby’ego 10:8.
Podczas Mistrzostw świata w snookerze 2011 wygrał mecze z Neilem Robertsonem (10:8), Martinem Gouldem (13:6), Graemem Dottem (13:5) oraz Dingiem Junhuiem (17:15), dzięki czemu awansował do finału. 2 maja 2011 roku został wicemistrzem świata ulegając w finale Johnowi Higginsowi (18:15). Jednak mecz ten był dość wyrównany i zakończył się trudnym snookerem, ustawionym Trumpowi, na bili różowej.
Do końca sezonu 2010/2011 na swoim koncie zapisał 111 breaków stupunktowych.

## Kariera zawodowa od sezonu 2011/2012

### Sezon 2011/2012
11 grudnia 2011 roku wygrywał prestiżowy turniej UK Championship, pokonując po drodze takich zawodników jak Neil Robertson czy Ronnie O’Sullivan, by w finale pokonać Marka Allena 10-8. Dzięki temu zwycięstwu awansował na piąte miejsce w rankingu.
Do inaugurującego snookerowe zmagania w roku 2012 prestiżowego turnieju Masters Trump przystępował jako jeden z faworytów. W pierwszej rundzie pewnie pokonał Stuarta Binghama 6:3. Następnie w drugim kolejnym turnieju w drugiej rundzie spotkał Ronnie’ego O’Sullivana, z którym zwyciężył 6:2. W półfinale jednak uległ późniejszemu triumfatorowi Neilowi Robertsonowi 3:6.
W kolejnym turnieju rankingowym German Masters Judd dotarł do ćwierćfinału po drodze pokonując Paula Davisona 5:1 i Marka Allena 5:2. W samym ćwierćfinale uległ Stephenowi Maguire’owi 5:4 wygrywając już 4:2.
W dwóch następnych turniejach, czyli Welsh Open i World Open Trump kolejno docierał do ćwierćfinału i drugiej rundy.
W PTC Grand Final Judd jako lider rankingu Players Tour Championship został rozstawiony z numerem pierwszym. Typowany na zwycięzcę turnieju Trump w swoim pierwszym meczu zmierzył się z Chińczykiem Xiao Guodongiem. Mecz ten niespodziewanie przegrał 2:4.
W ostatnim chińskim turnieju w sezonie China Open, gdzie Judd przystępował jako obrońca tytułu, w pierwszym meczu pokonał Jimmy’ego White’a 5:3. W takim samym stosunku wygrał mecz drugiej rundy ze Stuartem Binghamem. W ćwierćfinale spotkał się ze Stephenem Lee, z którym przegrał również wynikiem 3:5. Pomimo nie zagrania w półfinale żadnego turnieju rankingowego po zwycięskim UK Championship snookerzysta z Bristolu awansował na fotel wicelidera w Rankingu.
W kończących sezon Mistrzostwach Świata Trump był głównym faworytem do zgarnięcia tytułu Mistrza Świata. W pierwszej rundzie pokonał Dominica Dale’a 10:7. Zwycięstwo to było dla samego zawodnika sporym wyczynem, ponieważ przed pierwszą sesją pojedynku doznał zatrucia pokarmowego i sam Trump w pomeczowej konferencji prasowej twierdził, że choroba była na tyle dokuczliwa, że był gotów poddać mecz w czasie jego trwania. W drugiej rundzie Judd spotkał się z Alim Carterem. Spotkanie to miało bardzo dramatyczny przebieg. Pierwszą sesję pojedynku wygrał Carter 5:3. W drugiej sesji Trump odrobił straty i wysunął się na prowadzenie 9:7.
W trzeciej partii trzeciej sesji pojedynku Judd zaatakował breaka maksymalnego. Podejście to jednak zakończył na 96 punktach.
Kolejną partię wygrał Carter i ustalił wynik po 4 frame’ach decydującej sesji pojedynku na 11:9 dla Trumpa. Kolejną partię wygrał młodszy z Anglików i podwyższył swoje prowadzenie na 12:9 i potrzebował tylko jednej partii do wygrania spotkania. W tym momencie Judd zaczął grać słabo, dzięki czemu Carter odrobił straty i doprowadził do decydującej, 25-tej partii. Po wyrównanym początku Judd podszedł do stołu, lecz jednak pierwszym podejściu zdobył 9 punktów. W drugim zdobył tylko 10 oczek, pudłując łatwą czerwoną z przyrządu i zostawiając łatwy układ przeciwnikowi. Carter zakończył podejście z przewagą wymagającą od Trumpa ustawienia 4 snookerów, które Anglik ustawił i zmniejszył przewagę na tyle, że mógłby odnieść końcowy sukces. Ali jednak po tym powiększył przewagę i zapewnił sobie zwycięstwo w meczu wynikiem 13:12 i awans do ćwierćfinału. Trump opuścił Crucible ze łzami w oczach. Judd gdyby awansował do ćwierćfinału zapewniłby sobie pierwsze miejsce w Rankingu Oficjalnym na koniec sezonu.

### Sezon 2012/2013
Trump dobrze wszedł w sezon. Już w Shanghai Masters doszedł do finału. Prowadził w nim aż 7-1 z czterokrotnym mistrzem świata Johnem Higgins’em, lecz Szkot wbił brejka maksymalnego, po długiej walce Anglik przegrał mecz 9-10. Zakwalifikował się do finału turnieju International Championship rozgrywanym w chińskim Chengdu (zwyciężając 9-1 nad Peterem Ebdonem w półfinale), wyprzedził w generalnej klasyfikacji punktowej światowego rankingu snookerowego Marka Selby’ego, zostając tym samym nowym numerem 1 (dziesiątym w historii listy rankingowej). W drugiej części sezonu Trump zaczął często odpadać w pierwszej rundzie, lecz w Mistrzostwach Świata dotarł do półfinału, gdzie przegrał z przyszłym zwycięzcą, powracającym po dłuższej przerwie, Ronnie’em O’Sullivanem. Po meczu The Rocket pochwalił dobrą grę bristolczyka.

### Sezon 2013/2014
W 1/16 finału turnieju rankingowego Antwerp Open w Belgii Judd Trump osiągnął break maksymalny grając przeciwko Markowi Selby’emu.

### Sezon 2014/2015
W pierwszym turnieju sezonu Wuxi Clasic Judd doszedł do 1/8 finału, gdzie musiał uznać wyższość Stephena Maguire'a.
W następnych zawodach, Australian Goldfields Open 2014 młody Anglik nie miał sobie równych i w finałowym pojedynku ograł zawodnika gospodarzy Neila Robertsona 9:5. Po drodze do finału wyeliminował m.in. Xiao Guodonga i Ricky Waldena.
Trzecim dużym turniejem, w którym wystąpił Judd był Shanghai Masters, zawodnik odpadł już w 1 rundzie, ulegając Dominicowi Daleowi.
International Championship to również szybka porażka i powrót do domu już po meczu drugiej rundy turnieju. Zawodnika wyeliminował Jamie Burnett.
Podczas nierankingowych zawodów Champion of Champions 2014 awansował do finału, gdzie ostatecznie musiał uznać wyższość obrońcy tytułu O’Sy. Starszy Anglik wygrał z Juddem 10:7. Po drodze eliminował Stephena Maguirea, aktualnego mistrza świata Marka Selbyego oraz Neila Robertsona. Za porażkę w finale Anglik otrzymał nagrodę w wysokości 50,000 funtów.
W piątym turnieju obecnego sezonu Judd zaprezentował wspaniałą dyspozycję podczas UK Championship 2014. Wyższość Judda musieli uznać tacy zawodnicy jak: Stephen Maguire w półfinale, Mark Davis w ćwierćfinale czy Rod Lawler w 1/8. W finale doszło do angielskiego pojedynku, rewanżu za Champion of Champions 2014, lecz i tym razem po ostateczne zwycięstwo sięgnął Ronnie O’Sullivan, który w finale pokonał Judda 10:9, mimo iż prowadził już 9:4, wówczas Judd postraszył starszego Anglika, lecz mała niedokładność przekreśliła szansę na jego zwycięstwo. W całych zawodach Judd zdobył największą ilość breaków 100+, dokonał tego 8 razy. Warto dodać, że podczas tych zawodów zdobył swoją jubileuszową, trzysetną setkę w oficjalnych zawodach. Za dotarcie do półfinału zgarnął nagrodę w wysokości 70,000 funtów.
Rok 2015 rozpoczął od zmagań w Championship League Snooker. W meczach pierwszej grupy Judd wygrał 2 spośród 6 spotkań, lecz to pozwoliło mu na awans do półfinału. Tam musiał uznać wyższość Stuarta Binghama. W spotkaniach drugiej grupy młody Anglik przegrał tylko 2 spotkania i zajął 2. miejsce na koniec zmagań w grupie. W półfinale pokonał Marco Fu, a w finale musiał uznać wyższość Matthew Selta. W 15 do tej pory rozegranych spotkaniach w CLS wbił 6 breaków 100+.
Podczas zmagań w Masters 2015 Anglik odpadł już w I rundzie, ulegając w pierwszym spotkaniu Szkotowi Stephenowi Maguire’owi 4:6, mimo prowadzenia 2:0.
German Masters to porażka Judda w meczu ćwierćfinałowym, w którym zmierzył się z Markiem Selbym. W trakcie tego spotkania wbił swojego drugiego w karierze breaka maksymalnego.
W marcu 2015 wygrał nierankingowy turniej World Grand Prix pokonując w finale Ronnie’go O’Sullivana 10-7.
W całym sezonie rozegrał do tej pory 67 spotkań, z czego 48 wygrał. Bilans frejmów w sezonie: 443 rozegrane, 271 wygrane, 172 przegrane.
Aktualnie ma na koncie 52 breaki stupunktowe zdobyte w sezonie 2014/15. Dzięki grze zarobił 229,150 funtów.

### Sezon 2018/2019
W styczniu 2019 roku po raz pierwszy w karierze zwyciężył w turnieju Masters pokonując 10-4 Ronnie’ego O’Sullivana. 10 lutego 2019 roku w finale Coral World Grand Prix 2019 pokonał 10-6 Alego Cartera.
6 maja po raz pierwszy w karierze został mistrzem świata, pokonując w finale Johna Higginsa 18-9. W całym turnieju wbił 14 breaków stupunktowych, w tym rekordowe 7 w finale.

### Sezon 2019/2020
W sezonie 2019/2020 Trump został pierwszym w historii snookerzystą, który wygrał sześć turniejów rankingowych w jednym sezonie. Anglik zwyciężał kolejno w: International Championship 2019 (10:3 w finale z Shaunem Murphym), World Open 2019 (w decydującym meczu pokonał 10:5 Thepchaiyę Un-Nooha), Northern Ireland Open 2019 (po pokonaniu w finale 9:7 Ronnie’ego O’Sullivana), German Masters 2020 (9:6 w finale z Neilem Robertsonem), Players Championship 2020 (w meczu o tytuł pokonał Yana Bingtao 10:4) i Gibraltar Open 2020 (w decydującym starciu zwyciężył z Kyrenem Wilsonem 4:3). Oprócz tego dotarł do finału nierankingowego turnieju Champion of Champions 2019, w którym po decydującej partii przegrał 9:10 z Robertsonem.
Niepowodzeniem zakończyła się dla Anglika obrona tytułu mistrza świata, turniej ten zakończył na ćwierćfinale po porażce 9:13 z późniejszym finalistą czempionatu Kyrenem Wilsonem, stając się osiemnastym w historii zawodnikiem, który nie zdołał złamać klątwy Crucible.

### Sezon 2024/2025
Na początku sezonu 2024/25, w ćwierćfinałowym meczu British Open 2024 przeciwko Markowi Allenowi wbił swojego tysięcznego breaka stupunktowego. Został tym samym trzecim po Ronniem O’Sullivanie i Johnie Higginsie snookerzystą, który osiągnął 1000 „setek” w zawodowej karierze.
W grudniu 2024 w finale UK Championship pokonał Barry'ego Hawkinsa 10—8 zdobywając swój piąty w karierze tytuł Potrójnej korony.
W trakcie mistrzostw świata pobił rekord wbitych breaków stupunktowych w jednym sezonie. W meczu ćwierćfinałowym z Lucą Brecelem wbił swoją 104 setkę sezonu bijący tym samym rekord Neila Robertsona z sezonu 2013/2014 i zdobywając nagrode w wysokosci 100 000 funtów. W meczu półfinałowym, przegranym z Markiem Williamsem, zdobył kolejne 3 takie breaki kończąc sezon z nowym rekordem w wysokosci 107 breaków stupunktowych.

## Występy w turniejach w karierze
Dane na podstawie Snooker.org.

### Turnieje rankingowe
| Turnieje                     | 2005/ 06      | 2006/ 07      | 2007/ 08      | 2008/ 09      | 2009/ 10      | 2010/ 11      | 2011/ 12      | 2012/ 13      | 2013/ 14      | 2014/ 15      | 2015/ 16      | 2016/ 17      | 2017/ 18      | 2018/ 19      | 2019/ 20      | 2020/ 21      | 2021/ 22      | 2022/ 23      | 2023/ 24      | 2024/ 25      | 2025/ 26      |
| ---------------------------- | ------------- | ------------- | ------------- | ------------- | ------------- | ------------- | ------------- | ------------- | ------------- | ------------- | ------------- | ------------- | ------------- | ------------- | ------------- | ------------- | ------------- | ------------- | ------------- | ------------- | ------------- |
| Rankings                     | [ b ]         | 71            | 51            | 41            | 30            | 27            | 9             | 2             | 3             | 6             | 7             | 3             | 3             | 5             | 2             | 1             | 1             | 2             | 4             | 2             | 1             |
| Riga Masters                 | Nie rozegrano | Nie rozegrano | Nie rozegrano | Nie rozegrano | Nie rozegrano | Nie rozegrano | Nie rozegrano | Nie rozegrano | Nie rozegrano | MR            | MR            | QF            | A             | A             | A             | Nie roz.      | Nie roz.      | Nie roz.      | Nie roz.      | Nie roz.      | Nie roz.      |
| China Championship           | Nie rozegrano | Nie rozegrano | Nie rozegrano | Nie rozegrano | Nie rozegrano | Nie rozegrano | Nie rozegrano | Nie rozegrano | Nie rozegrano | Nie rozegrano | Nie rozegrano | NR            | 2R            | QF            | 3R            | Nie roz.      | Nie roz.      | Nie roz.      | Nie roz.      | Nie roz.      | Nie roz.      |
| Championship League Snooker  | Nie roz.      | Nie roz.      | Nie-rank.     | Nie-rank.     | Nie-rank.     | Nie-rank.     | Nie-rank.     | Nie-rank.     | Nie-rank.     | Nie-rank.     | Nie-rank.     | Nie-rank.     | Nie-rank.     | Nie-rank.     | Nie-rank.     | F             | RR            | RR            | RR            | A             | A             |
| Saudi Arabia Snooker Masters | Nie rozegrano | Nie rozegrano | Nie rozegrano | Nie rozegrano | Nie rozegrano | Nie rozegrano | Nie rozegrano | Nie rozegrano | Nie rozegrano | Nie rozegrano | Nie rozegrano | Nie rozegrano | Nie rozegrano | Nie rozegrano | Nie rozegrano | Nie rozegrano | Nie rozegrano | Nie rozegrano | Nie rozegrano | W             | 5R            |
| Wuhan Open                   | Nie rozegrano | Nie rozegrano | Nie rozegrano | Nie rozegrano | Nie rozegrano | Nie rozegrano | Nie rozegrano | Nie rozegrano | Nie rozegrano | Nie rozegrano | Nie rozegrano | Nie rozegrano | Nie rozegrano | Nie rozegrano | Nie rozegrano | Nie rozegrano | Nie rozegrano | Nie rozegrano | W             | SF            |               |
| European Masters             | LQ            | LQ            | NR            | Nie rozegrano | Nie rozegrano | Nie rozegrano | Nie rozegrano | Nie rozegrano | Nie rozegrano | Nie rozegrano | Nie rozegrano | W             | W             | 2R            | LQ            | SF            | 2R            | QF            | F             | Nie roz.      | Nie roz.      |
| English Open                 | Nie rozegrano | Nie rozegrano | Nie rozegrano | Nie rozegrano | Nie rozegrano | Nie rozegrano | Nie rozegrano | Nie rozegrano | Nie rozegrano | Nie rozegrano | Nie rozegrano | F             | 4R            | 4R            | 3R            | W             | QF            | QF            | W             | QF            |               |
| British Open                 | Nie rozegrano | Nie rozegrano | Nie rozegrano | Nie rozegrano | Nie rozegrano | Nie rozegrano | Nie rozegrano | Nie rozegrano | Nie rozegrano | Nie rozegrano | Nie rozegrano | Nie rozegrano | Nie rozegrano | Nie rozegrano | Nie rozegrano | Nie rozegrano | 3R            | 3R            | 1R            | QF            |               |
| Xi’an Grand Prix             | Nie rozegrano | Nie rozegrano | Nie rozegrano | Nie rozegrano | Nie rozegrano | Nie rozegrano | Nie rozegrano | Nie rozegrano | Nie rozegrano | Nie rozegrano | Nie rozegrano | Nie rozegrano | Nie rozegrano | Nie rozegrano | Nie rozegrano | Nie rozegrano | Nie rozegrano | Nie rozegrano | Nie rozegrano | F             |               |
| Northern Ireland Open        | Nie rozegrano | Nie rozegrano | Nie rozegrano | Nie rozegrano | Nie rozegrano | Nie rozegrano | Nie rozegrano | Nie rozegrano | Nie rozegrano | Nie rozegrano | Nie rozegrano | WD            | 1R            | W             | W             | W             | QF            | 1R            | W             | F             |               |
| International Championship   | Nie rozegrano | Nie rozegrano | Nie rozegrano | Nie rozegrano | Nie rozegrano | Nie rozegrano | Nie rozegrano | W             | 1R            | 2R            | LQ            | SF            | QF            | QF            | W             | Nie roz.      | Nie roz.      | Nie roz.      | 2R            | 3R            |               |
| UK Championship              | LQ            | LQ            | LQ            | 1R            | 1R            | 2R            | W             | 1R            | 4R            | F             | 3R            | 2R            | 3R            | 4R            | 3R            | F             | 3R            | 2R            | SF            | W             |               |
| Shoot Out                    | Nie rozegrano | Nie rozegrano | Nie rozegrano | Nie rozegrano | Nie rozegrano | Nie-rank.     | Nie-rank.     | Nie-rank.     | Nie-rank.     | Nie-rank.     | Nie-rank.     | A             | A             | A             | A             | A             | A             | A             | A             | A             |               |
| Scottish Open                | Nie rozegrano | Nie rozegrano | Nie rozegrano | Nie rozegrano | Nie rozegrano | Nie rozegrano | Nie rozegrano | MR            | Nie roz.      | Nie roz.      | Nie roz.      | SF            | SF            | SF            | QF            | QF            | 3R            | QF            | 1R            | WD            |               |
| German Masters               | Nie rozegrano | Nie rozegrano | Nie rozegrano | Nie rozegrano | Nie rozegrano | 1R            | QF            | 1R            | F             | QF            | QF            | LQ            | SF            | QF            | W             | W             | QF            | LQ            | W             | 3R            |               |
| World Grand Prix             | Nie rozegrano | Nie rozegrano | Nie rozegrano | Nie rozegrano | Nie rozegrano | Nie rozegrano | Nie rozegrano | Nie rozegrano | Nie rozegrano | NR            | 2R            | 2R            | 1R            | W             | 2R            | W             | 2R            | F             | F             | SF            |               |
| Players Championship         | Nie rozegrano | Nie rozegrano | Nie rozegrano | Nie rozegrano | Nie rozegrano | 2R            | 2R            | 1R            | SF            | SF            | 2R            | W             | SF            | SF            | W             | 1R            | 1R            | 1R            | QF            | F             |               |
| Welsh Open                   | 1R            | LQ            | 2R            | LQ            | 1R            | LQ            | QF            | SF            | 4R            | 4R            | 4R            | F             | 2R            | 2R            | QF            | 3R            | F             | 2R            | WD            | WD            |               |
| Turkish Masters              | Nie rozegrano | Nie rozegrano | Nie rozegrano | Nie rozegrano | Nie rozegrano | Nie rozegrano | Nie rozegrano | Nie rozegrano | Nie rozegrano | Nie rozegrano | Nie rozegrano | Nie rozegrano | Nie rozegrano | Nie rozegrano | Nie rozegrano | Nie rozegrano | W             | Nie roz.      | Nie roz.      | Nie roz.      | Nie roz.      |
| China Open                   | LQ            | LQ            | LQ            | WR            | 1R            | W             | QF            | 1R            | 2R            | 3R            | W             | QF            | LQ            | 1R            | Nie roz.      | Nie roz.      | Nie roz.      | Nie roz.      | Nie roz.      | Nie roz.      | Nie roz.      |
| WST Pro Series               | Nie rozegrano | Nie rozegrano | Nie rozegrano | Nie rozegrano | Nie rozegrano | Nie rozegrano | Nie rozegrano | Nie rozegrano | Nie rozegrano | Nie rozegrano | Nie rozegrano | Nie rozegrano | Nie rozegrano | Nie rozegrano | Nie rozegrano | RR            | Nie roz.      | Nie roz.      | Nie roz.      | Nie roz.      | Nie roz.      |
| Indian Open                  | Nie rozegrano | Nie rozegrano | Nie rozegrano | Nie rozegrano | Nie rozegrano | Nie rozegrano | Nie rozegrano | Nie rozegrano | LQ            | 3R            | NH            | A             | A             | A             | Nie rozegrano | Nie rozegrano | Nie rozegrano | Nie rozegrano | Nie rozegrano | Nie rozegrano | Nie rozegrano |
| Gibraltar Open               | Nie rozegrano | Nie rozegrano | Nie rozegrano | Nie rozegrano | Nie rozegrano | Nie rozegrano | Nie rozegrano | Nie rozegrano | Nie rozegrano | Nie rozegrano | MR            | F             | A             | A             | W             | W             | 4R            | Nie roz.      | Nie roz.      | Nie roz.      | Nie roz.      |
| World Open                   | LQ            | RR            | LQ            | SF            | LQ            | 1R            | 2R            | QF            | 3R            | Nie roz.      | Nie roz.      | 2R            | LQ            | 2R            | W             | Nie roz.      | Nie roz.      | Nie roz.      | W             | 2R            |               |
| Tour Championship            | Nie rozegrano | Nie rozegrano | Nie rozegrano | Nie rozegrano | Nie rozegrano | Nie rozegrano | Nie rozegrano | Nie rozegrano | Nie rozegrano | Nie rozegrano | Nie rozegrano | Nie rozegrano | Nie rozegrano | SF            | SF            | QF            | QF            | DNQ           | QF            | QF            |               |
| Mistrzostwa świata           | LQ            | 1R            | LQ            | LQ            | LQ            | F             | 2R            | SF            | QF            | SF            | 2R            | 1R            | QF            | W             | QF            | QF            | F             | 1R            | QF            | SF            |               |

### Turnieje nierankingowe
| Turniej                                  | 2005/ 06      | 2006/ 07      | 2007/ 08      | 2008/ 09      | 2009/ 10      | 2010/ 11      | 2011/ 12      | 2012/ 13      | 2013/ 14      | 2014/ 15      | 2015/ 16      | 2016/ 17      | 2017/ 18 | 2018/ 19      | 2019/ 20      | 2020/ 21      | 2021/ 22      | 2022/ 23 | 2023/ 24 | 2024/ 25 | 2025/ 26 |          |
| ---------------------------------------- | ------------- | ------------- | ------------- | ------------- | ------------- | ------------- | ------------- | ------------- | ------------- | ------------- | ------------- | ------------- | -------- | ------------- | ------------- | ------------- | ------------- | -------- | -------- | -------- | -------- | -------- |
| Paul Hunter Classic                      | Pro-am Event  | Pro-am Event  | Pro-am Event  | Pro-am Event  | Pro-am Event  | Minor-Rank.   | Minor-Rank.   | Minor-Rank.   | Minor-Rank.   | Minor-Rank.   | Minor-Rank.   | Rank.         | Rank.    | Rank.         | A             | Nie roz.      | Nie roz.      | Nie roz. | Nie roz. | Nie roz. | Nie roz. | Nie roz. |
| Shanghai Masters                         | Nie roz.      | Nie roz.      | Rank.         | Rank.         | Rank.         | Rank.         | Rank.         | Rank.         | Rank.         | Rank.         | Rank.         | Rank.         | Rank.    | 2R            | QF            | Nie roz.      | Nie roz.      | Nie roz. | QF       | W        | QF       |          |
| Hong Kong Masters                        | Nie rozegrano | Nie rozegrano | Nie rozegrano | Nie rozegrano | Nie rozegrano | Nie rozegrano | Nie rozegrano | Nie rozegrano | Nie rozegrano | Nie rozegrano | Nie rozegrano | Nie rozegrano | SF       | Nie rozegrano | Nie rozegrano | Nie rozegrano | Nie rozegrano | QF       | Nie roz. | Nie roz. | Nie roz. |          |
| Champion of Champions                    | Nie rozegrano | Nie rozegrano | Nie rozegrano | Nie rozegrano | Nie rozegrano | Nie rozegrano | Nie rozegrano | Nie rozegrano | QF            | F             | 1R            | QF            | 1R       | QF            | F             | SF            | W             | F        | F        | QF       |          |          |
| The Masters                              | LQ            | LQ            | LQ            | WR            | LQ            | A             | SF            | QF            | 1R            | 1R            | SF            | 1R            | SF       | W             | 1R            | A             | SF            | W        | QF       | SF       |          |          |
| Championship League Snooker              | Nie roz.      | Nie roz.      | A             | W             | 2R            | RR            | F             | RR            | W             | RR            | W             | SF            | RR       | 2R            | SF            | RR            | RR            | F        | A        | SF       |          |          |
| Inne odmiany snookera                    |               |               |               |               |               |               |               |               |               |               |               |               |          |               |               |               |               |          |          |          |          |          |
| Mistrzostwa świata na sześciu czerwonych | Nie roz.      | Nie roz.      | Nie roz.      | A             | SF            | 2R            | NH            | SF            | 2R            | A             | 2R            | A             | A        | A             | A             | Nie roz.      | Nie roz.      | QF       | Nie roz. | Nie roz. | Nie roz. |          |

### Byłe turnieje rankingowe
| Northern Ireland Trophy    | NR            | LQ            | LQ            | 1R            | Nie rozegrano | Nie rozegrano | Nie rozegrano | Nie rozegrano | Nie rozegrano | Nie rozegrano | Nie rozegrano | Nie rozegrano | Nie rozegrano | Nie rozegrano | Nie rozegrano | Nie rozegrano | Nie rozegrano | Nie rozegrano | Nie rozegrano | Nie rozegrano | Nie rozegrano | Nie rozegrano | Nie rozegrano | Nie rozegrano | Nie rozegrano | Nie rozegrano | Nie rozegrano |               |               |               |               |               |               |               |               |               |               |               |               |               |               |               |               |          |
| Bahrain Championship       | Nie roz.      | Nie roz.      | Nie roz.      | 1R            | Nie rozegrano | Nie rozegrano | Nie rozegrano | Nie rozegrano | Nie rozegrano | Nie rozegrano | Nie rozegrano | Nie rozegrano | Nie rozegrano | Nie rozegrano | Nie rozegrano | Nie rozegrano | Nie rozegrano | Nie rozegrano | Nie rozegrano | Nie rozegrano | Nie rozegrano | Nie rozegrano | Nie rozegrano | Nie rozegrano | Nie rozegrano | Nie rozegrano | Nie rozegrano |               |               |               |               |               |               |               |               |               |               |               |               |               |               |               |               |          |
| Wuxi Classic               | Nie roz.      | Nie roz.      | Nie roz.      | Nie-rank.     | Nie-rank.     | Nie-rank.     | Nie-rank.     | 2R            | 1R            | 3R            | Nie rozegrano | Nie rozegrano | Nie rozegrano | Nie rozegrano | Nie rozegrano | Nie rozegrano | Nie rozegrano | Nie rozegrano | Nie rozegrano | Nie rozegrano | Nie rozegrano | Nie rozegrano | Nie rozegrano | Nie rozegrano | Nie rozegrano | Nie rozegrano | Nie rozegrano | Nie rozegrano | Nie rozegrano | Nie rozegrano | Nie rozegrano | Nie rozegrano | Nie rozegrano | Nie rozegrano | Nie rozegrano | Nie rozegrano | Nie rozegrano | Nie rozegrano | Nie rozegrano | Nie rozegrano | Nie rozegrano | Nie rozegrano | Nie rozegrano |          |
| Australian Goldfields Open | Nie rozegrano | Nie rozegrano | Nie rozegrano | Nie rozegrano | Nie rozegrano | Nie rozegrano | 1R            | A             | A             | W             | QF            | Nie roz.      | Nie roz.      | Nie roz.      | Nie roz.      | Nie roz.      | Nie roz.      | Nie roz.      | Nie roz.      | Nie roz.      | Nie roz.      | Nie roz.      | Nie roz.      | Nie roz.      | Nie roz.      | Nie roz.      | Nie roz.      | Nie roz.      | Nie roz.      | Nie roz.      | Nie roz.      | Nie roz.      | Nie roz.      | Nie roz.      | Nie roz.      | Nie roz.      | Nie roz.      | Nie roz.      | Nie roz.      | Nie roz.      | Nie roz.      | Nie roz.      | Nie roz.      | Nie roz. |
| Shanghai Masters           | Nie roz.      | Nie roz.      | LQ            | 1R            | LQ            | 1R            | 1R            | F             | 1R            | 1R            | F             | 2R            | F             | NR            | NR            | NR            | NR            | NR            | NR            | NR            | NR            |               |               |               |               |               |               |               |               |               |               |               |               |               |               |               |               |               |               |               |               |               |               |          |
| Paul Hunter Classic        | Pro-am Event  | Pro-am Event  | Pro-am Event  | Pro-am Event  | Pro-am Event  | Minor-Rank.   | Minor-Rank.   | Minor-Rank.   | Minor-Rank.   | Minor-Rank.   | Minor-Rank.   | A             | A             | A             | NR            | NR            | NR            | NR            | NR            | NR            | NR            |               |               |               |               |               |               |               |               |               |               |               |               |               |               |               |               |               |               |               |               |               |               |          |

### Byłe turnieje nierankingowe
| Masters Qualifying Event | LQ            | LQ            | LQ            | W             | LQ            | Nie rozegrano | Nie rozegrano | Nie rozegrano | Nie rozegrano | Nie rozegrano | Nie rozegrano | Nie rozegrano | Nie rozegrano | Nie rozegrano | Nie rozegrano | Nie rozegrano | Nie rozegrano | Nie rozegrano | Nie rozegrano | Nie rozegrano | Nie rozegrano | Nie rozegrano | Nie rozegrano | Nie rozegrano | Nie rozegrano | Nie rozegrano | Nie rozegrano | Nie rozegrano | Nie rozegrano | Nie rozegrano | Nie rozegrano | Nie rozegrano | Nie rozegrano | Nie rozegrano | Nie rozegrano | Nie rozegrano | Nie rozegrano | Nie rozegrano |
| Premier League Snooker   | A             | A             | A             | A             | SF            | A             | SF            | F             | Nie rozegrano | Nie rozegrano | Nie rozegrano | Nie rozegrano | Nie rozegrano | Nie rozegrano | Nie rozegrano | Nie rozegrano | Nie rozegrano | Nie rozegrano | Nie rozegrano | Nie rozegrano | Nie rozegrano | Nie rozegrano | Nie rozegrano | Nie rozegrano | Nie rozegrano | Nie rozegrano | Nie rozegrano | Nie rozegrano | Nie rozegrano | Nie rozegrano | Nie rozegrano |               |               |               |               |               |               |               |
| World Grand Prix         | Nie rozegrano | Nie rozegrano | Nie rozegrano | Nie rozegrano | Nie rozegrano | Nie rozegrano | Nie rozegrano | Nie rozegrano | Nie rozegrano | W             | Rank.         | Rank.         | Rank.         | Rank.         | Rank.         | Rank.         | Rank.         | Rank.         | Rank.         | Rank.         | Rank.         | Rank.         | Rank.         |               |               |               |               |               |               |               |               |               |               |               |               |               |               |               |
| Shoot Out                | Nie rozegrano | Nie rozegrano | Nie rozegrano | Nie rozegrano | Nie rozegrano | QF            | 1R            | A             | A             | 2R            | 2R            | Rank.         | Rank.         | Rank.         | Rank.         | Rank.         | Rank.         | Rank.         | Rank.         | Rank.         | Rank.         | Rank.         | Rank.         | Rank.         | Rank.         | Rank.         | Rank.         | Rank.         | Rank.         | Rank.         | Rank.         | Rank.         | Rank.         | Rank.         |               |               |               |               |
| China Championship       | Nie rozegrano | Nie rozegrano | Nie rozegrano | Nie rozegrano | Nie rozegrano | Nie rozegrano | Nie rozegrano | Nie rozegrano | Nie rozegrano | Nie rozegrano | Nie rozegrano | Nie rozegrano | 1R            | Rank.         | Rank.         | Rank.         | Rank.         | Rank.         | Rank.         | Rank.         | Rank.         |               |               |               |               |               |               |               |               |               |               |               |               |               |               |               |               |               |
| Romanian Masters         | Nie rozegrano | Nie rozegrano | Nie rozegrano | Nie rozegrano | Nie rozegrano | Nie rozegrano | Nie rozegrano | Nie rozegrano | Nie rozegrano | Nie rozegrano | Nie rozegrano | Nie rozegrano | QF            | NH            | NH            | NH            | NH            | NH            | NH            | NH            | NH            |               |               |               |               |               |               |               |               |               |               |               |               |               |               |               |               |               |

| Legenda tabeli wyników              | Legenda tabeli wyników       | Legenda tabeli wyników                     | Legenda tabeli wyników                                                              | Legenda tabeli wyników                     | Legenda tabeli wyników                     |
| ----------------------------------- | ---------------------------- | ------------------------------------------ | ----------------------------------------------------------------------------------- | ------------------------------------------ | ------------------------------------------ |
| LQ                                  | odpadnięcie w kwalifikacjach | #R                                         | odpadnięcie we wczesnej fazie turnieju (WR = runda dzikich kart, RR = faza grupowa) | QF                                         | przegrana w ćwierćfinale                   |
| SF                                  | przegrana w półfinale        | F                                          | przegrana w finale                                                                  | W                                          | zwycięstwo                                 |
| DNQ                                 | nie zakwalifikował/a się     | A                                          | nie brał/a udziału                                                                  | WD                                         | zrezygnował/a w trakcie turnieju           |
| Legenda oznaczeń w tabelach wyników |                              |                                            |                                                                                     |                                            |                                            |
| NH / Nie roz.                       | NH / Nie roz.                | Turniej nie odbył się.                     | Turniej nie odbył się.                                                              | Turniej nie odbył się.                     | Turniej nie odbył się.                     |
| NR / Nie-rank.                      | NR / Nie-rank.               | Turniej nie był zaliczany jako rankingowy. | Turniej nie był zaliczany jako rankingowy.                                          | Turniej nie był zaliczany jako rankingowy. | Turniej nie był zaliczany jako rankingowy. |
| R / Rank.                           | R / Rank.                    | Turniej był zaliczany jako rankingowy.     | Turniej był zaliczany jako rankingowy.                                              | Turniej był zaliczany jako rankingowy.     | Turniej był zaliczany jako rankingowy.     |
| MR / Minor-Rank.                    | MR / Minor-Rank.             | Turniej był zaliczany jako minor ranking.  | Turniej był zaliczany jako minor ranking.                                           | Turniej był zaliczany jako minor ranking.  | Turniej był zaliczany jako minor ranking.  |

## Statystyka zwycięstw

### Rankingowe
- China Open, 2011, 2016
- UK Championship, 2011, 2024
- International Championship, 2012, 2019
- Australian Goldfields Open, 2014
- Euro Players Tour Championship 2010/2011 – Turniej 1
- Players Tour Championship 2011/2012 – Turniej 2
- Players Tour Championship 2011/2012 – Turniej 9
- European Tour 2012/2013, Turniej 4
- Players Championship 2017, 2020
- Northern Ireland Open 2018, 2019, 2020 i 2023
- World Grand Prix, Coral World Grand Prix 2019, matchroom. World Grand Prix 2020
- Mistrzostwa świata w snookerze, 2019
- World Open, 2019, 2024
- German Masters, 2020, 2024
- Gibraltar Open, 2020
- English Open 2020, 2023
- Turkish Masters 2022
- Saudi Arabia Snooker Masters 2024

### Nierankingowe
- Turniej kwalifikacyjny do Masters, 2008
- Championship League Snooker, 2009, 2014 i 2016
- Austria Open, 2010
- Masters, 2019 i 2023
- Champion of Champions, 2021